# Jean-Claude Arnault

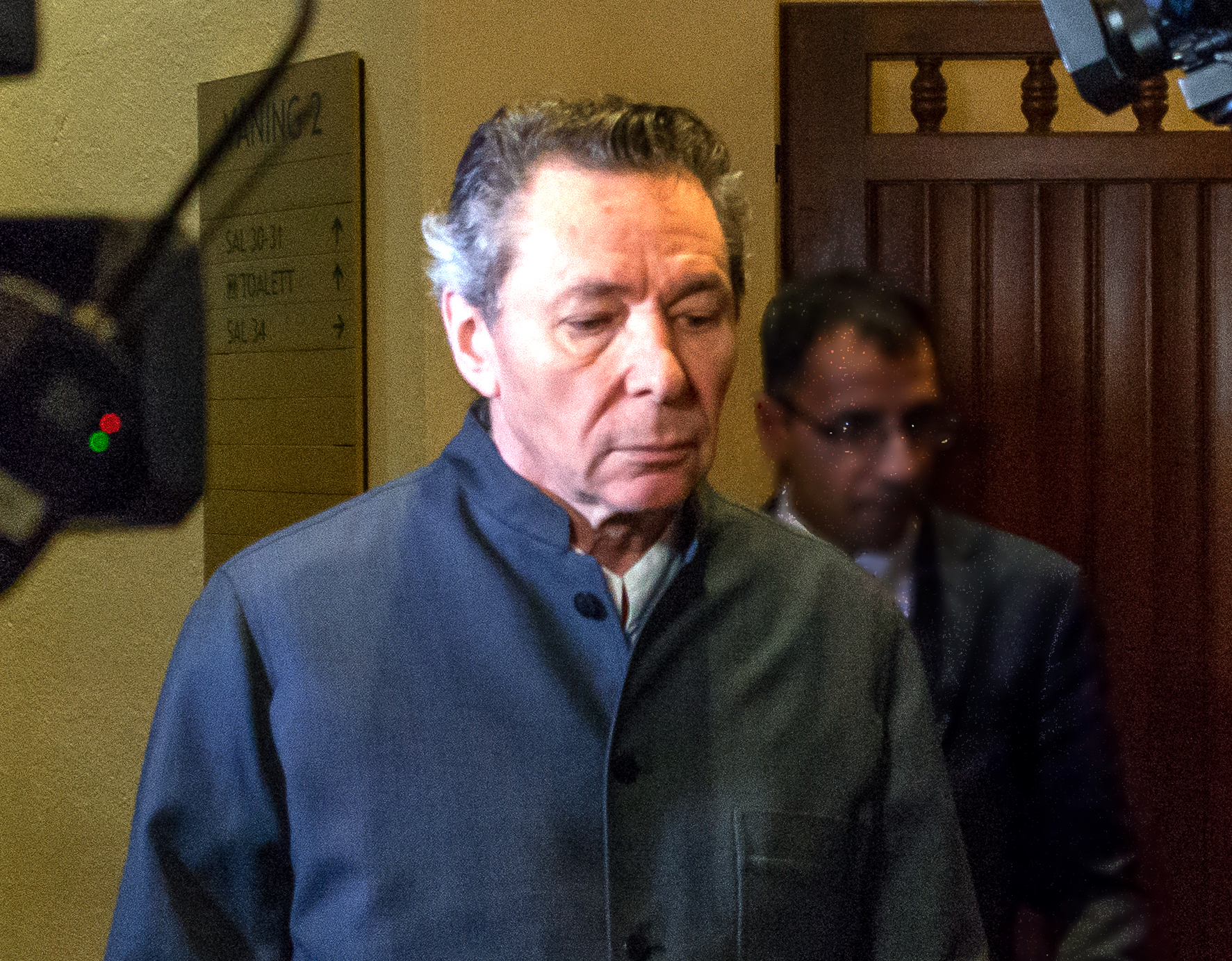
Jean-Claude Arnault (Sept. 2018)

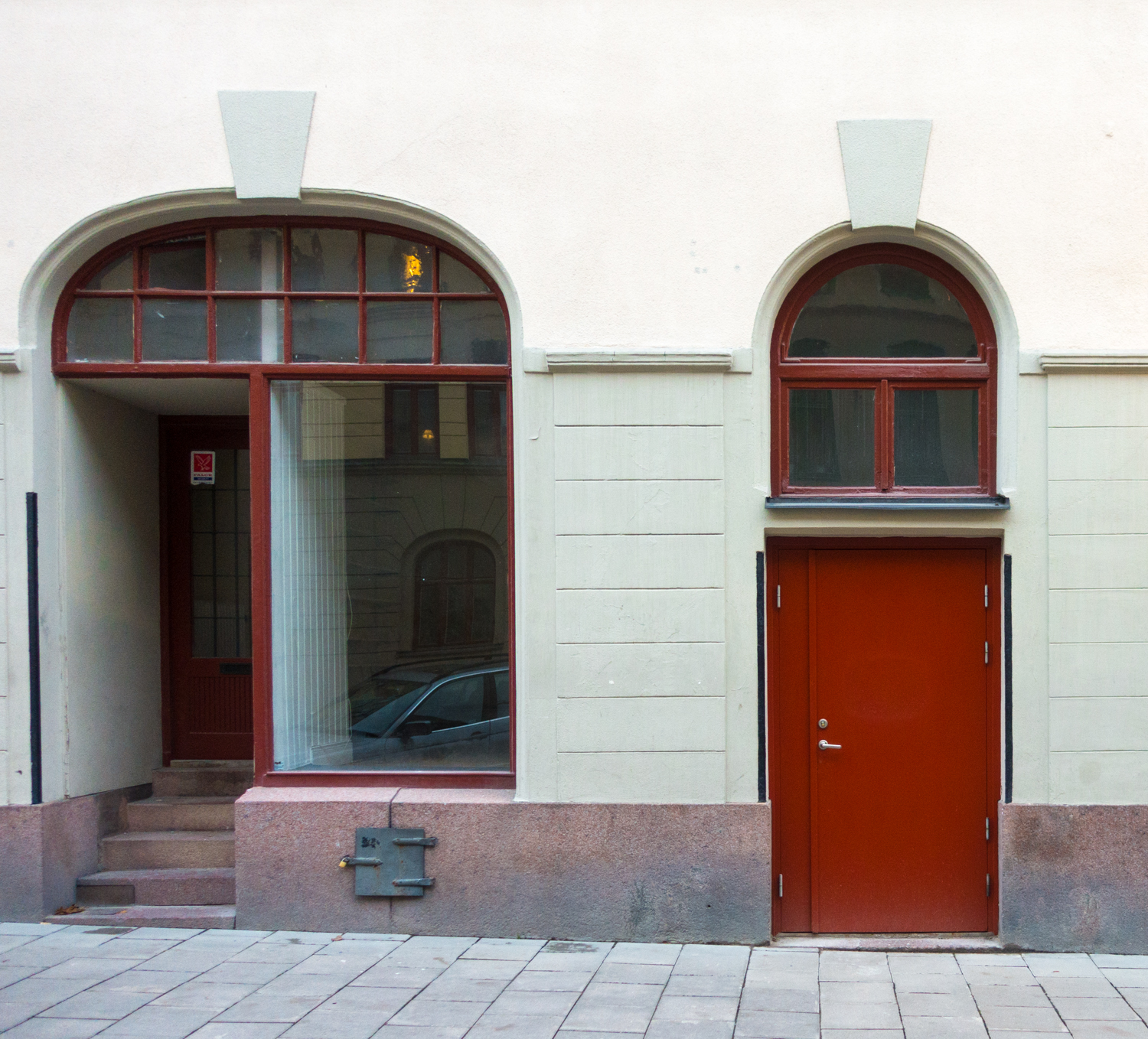
Forum.

Jean-Claude Arnault (* 15. August 1946 in Marseille) ist ein französisch-schwedischer Fotograf, Theaterregisseur und ehemaliger Leiter des Kulturzentrums Forum in Stockholm.

## Leben
Arnault kam nach eigenen Angaben zum ersten Mal 1965 nach Schweden. Ende der 1960er Jahre studierte er Fotografie in Stockholm. 1978 gründete er Stockholms musikdramatisches Ensemble, für das er als Regisseur arbeitete.

## Affäre um Kulturforum und Verurteilung wegen Vergewaltigung
Zusammen mit seiner Frau Katarina Frostenson, einer schwedischen Dichterin und Schriftstellerin, die Mitglied der Schwedischen Akademie war, betrieb Arnault in Stockholm ein Kulturforum, in dem Literaturabende und interkulturelle Veranstaltungen organisiert wurden. Das Forum wurde Ende 2017 geschlossen, als Arnault sexueller Belästigungen und Übergriffe beschuldigt wurde. Für das Forum soll er Gelder der Akademie angenommen haben, über die Frostenson mit entschieden habe. Außerdem soll er vor der offiziellen Bekanntgabe von Literaturnobelpreisträgern in sieben Fällen deren Namen vorab ausgeplaudert haben. Die Zeitung Dagens Nyheter nannte aus Anwaltspapieren die Namen Wisława Szymborska, Elfriede Jelinek, Harold Pinter, Jean-Marie Gustave Le Clézio, Patrick Modiano, Svetlana Alexijewitsch und Bob Dylan. Dies führte zu einer schweren Krise in der Schwedischen Akademie. Am 12. Juni 2018 wurde gegen Arnault Anklage wegen zweier Fälle von Vergewaltigung erhoben. In erster Instanz wurde er von Stockholms Tingsrätt am 1. Oktober 2018 für einen Fall von Vergewaltigung zu zwei Jahren Gefängnis und 115.000 Kronen Schmerzensgeld verurteilt. Sowohl die Staatsanwaltschaft als auch die Verteidigung legten gegen das Urteil Berufung ein. Am 3. Dezember 2018 wurde das Urteil in zweiter Instanz vom Svea hovrätt bestätigt. Das Strafmaß wurde auf zweieinhalb Jahre Gefängnis und 215 000 Kronen Schmerzensgeld für zwei Fälle von Vergewaltigung erhöht. Der oberste Gerichtshof Schwedens wies Arnaults Berufung am 7. Mai 2019 ab.
Am 22. Januar 2019 teilte das schwedische Amt für Wirtschaftskriminalität mit, dass das Ermittlungsverfahren gegen Arnault bezüglich der an das Forum geflossenen Gelder eingestellt wurde, da das bei einer Verurteilung zu erwartende Strafmaß deutlich unter den zweieinhalb Jahren Gefängnis liegt, zu denen Arnault bereits verurteilt wurde.
Im Dezember 2019 wurde Arnault unter Auflagen aus der Haft entlassen.

## Werke
- Överblivet (Fotobuch, zusammen mit Katarina Frostenson)
- Vägen till öarna (Fotobuch, zusammen mit Katarina Frostenson)
- Endura (Fotobuch, zusammen mit Katarina Frostenson)

## Preise und Auszeichnungen
- 2008 – Natur & Kulturs kulturpris[1]
- 2010 – Konstnärsnämndens arbetsstipendium till teaterkonstnärer[13]

Arnault war 2015–2019 Träger des Nordstern-Ordens (Ritter). Am 7. Mai 2019 wurde ihm als Reaktion auf den Beschluss des obersten Gerichts vom gleichen Tag von König Carl XVI. Gustaf die Ritterwürde des Nordstern-Ordens wieder entzogen.